# هاندي كازانوفا
زيشان هاندي كازانوفا (وُلِدَتْ في 25 سبتمبر 1973) هي مُمَثِّلَة ومقدمة برامج ومنجمة تركية.

## النشأة
هي الابنة الوحيدة لأسرة كازانوفا. درست المرحلة الابتدائية في مدرسة ألايْبَي الابتدائية ومرحلة المتوسطة والثانوية في كلية الفاتح إزمير. درست في كلية العلوم الإدارية بجامعة اسطنبول سنة 1992. مثلت تركيا في مسابقة ملكة الجمال الدولية سنة 1993، وكانت من بين المراكز العَشر الأوائل في المسابقة. تلقت دروس المسرح في إذاعةإسطنبول التابعة لمؤسسة الإذاعة والتلفزيون التركية. في سنة 2000، قدمت برنامج «في زي هاندي كازانوفا» على قناة «كِسْ تي في». أصبحت كاتبة علم تنجيم في السنة نفسها. تعمل حالياً كاتبة علم التنجيم في صحيفة خبر تورك.

## أعمالها الفنية
قدمت العديد من الأعمال الفنية، ومن أعمالها التلفزيونية:
| السنة     | المسلسل            | الشخصية                |
| --------- | ------------------ | ---------------------- |
| 1992      | مختارون من الحي    | إِيْجَه                   |
| 1996      | ضحايا الشيطان      |                        |
| 2001      | من الجن للجنيات    | ضيفة شرف               |
| 2001      | قاطع طريق لأجل حبك | نازْلِي                  |
| 2002      | حياة حلوة          | ضيفة شرف               |
| 2005-2003 | وادي الذئاب        | جانان تشافان           |
| 2006      | رماد الحب          | سُوْنا                   |
| 2008      | نقطة الصفر         | دِيْدَم                   |
| 2008      | صياد الحظ          | مُوْزَيْيَنْ                 |
| 2008      | كراميل             | جُوْلِيدة                 |
| 2010      | العائلة الكبيرة    | سُو (ضيفة شرف)          |
| 2013      | غالب درويش         | آيْلِيْن ساياش (ضيفة شرف) |

## الملاحظات
1. ↑  هي مثلت دورها سنة 1997
2. ↑  في الدبلجة العربية غُيِّرَ اسمها إلى جنان شعبان
3. ↑  في الدبلجة العربية غُيِّرَ اسمها إلى منى
4. ↑  هي أدت دورها سنة 2013

## وصلات خارجية
- هاندي كازانوفا في قاعدة بيانات الأفلام على الإنترنت